# Línea South Shore
La South Shore Line es una línea de tren de cercanías que opera entre la Estación Millennium en el centro de Chicago, Illinois y el Aeropuerto Internacional de South Bend en South Bend en Indiana operado por Northern Indiana Commuter Transportation District. Inaugurado en 1903, actualmente la South Shore Line cuenta con 19 estaciones. 